# Trirogma balaensis
Trirogma balaensis là một loài côn trùng cánh màng trong họ Ampulicidae, thuộc chi Trirogma. Loài này được Pu and Zhou miêu tả khoa học đầu tiên năm 1989.